# 蘇門答臘擬精器魚
蘇門答臘擬精器魚，為輻鰭魚綱銀漢魚目精器魚科的其中一種，分布於亞洲蘇門答臘及馬來亞淡水流域，體長可達1.8公分，為熱帶魚類，棲息在底中層水域，生活習性不明。

## 擴展閱讀
維基物種上的相關：蘇門答臘擬精器魚